# احمد موسوی
سید احمد موسوی (زادهٔ ۱۵ بهمن ۱۳۷۰) بازیکن فوتبال اهل ایران است.
وی اولین گل خود را برای استقلال در بازی مقابل صنعت نفت آبادان در ورزشگاه آزادی در هفته پنجم لیگ برتر به ثمر رساند و سرانجام در بهمن ۱۴۰۰ پس از کش و قوس‌های فراوان از باشگاه استقلال جدا و به باشگاه فوتبال گل‌گهر پیوست.

## آمار باشگاهی
تا تاریخ ۲۴ اکتبر ۲۰۲۱
| عملکرد             | عملکرد             | عملکرد             | لیگ  | لیگ | جام      | جام      | قاره‌ای | قاره‌ای | مجموع | مجموع |
| فصل                | باشگاه             | لیگ                | بازی | گل  | بازی     | گل       | بازی   | گل     | بازی  | گل    |
| ایران              | ایران              | ایران              | لیگ  | لیگ | جام حذفی | جام حذفی | آسیا   | آسیا   | مجموع | مجموع |
| ------------------ | ------------------ | ------------------ | ---- | --- | -------- | -------- | ------ | ------ | ----- | ----- |
| ۲۰۱۳–۲۰۱۴          | پاس‌همدان           | لیگ آزادگان        | ۱۵   | ۰   | ۰        | ۰        | _      | _      | ۱۵    | ۰     |
| مجموع پاس همدان    | مجموع پاس همدان    | مجموع پاس همدان    | ۱۵   | ۰   | ۰        | ۰        | _      | _      | ۱۵    | ۰     |
| ۲۰۱۴–۲۰۱۵          | راه‌آهن             | لیگ برتر           | ۱۲   | ۰   | ۰        | ۰        | _      | _      | ۱۲    | ۰     |
| مجموع راه‌آهن       | مجموع راه‌آهن       | مجموع راه‌آهن       | ۱۲   | ۰   | ۰        | ۰        | _      | _      | ۱۲    | ۰     |
| ۲۰۱۵–۲۰۱۶          | خونه‌به‌خونه         | لیگ آزادگان        | ۵    | ۱   | ۰        | ۰        | _      | _      | ۵     | ۱     |
| مجموع خونه به خونه | مجموع خونه به خونه | مجموع خونه به خونه | ۵    | ۱   | ۰        | ۰        | _      | _      | ۵     | ۱     |
| ۲۰۱۶–۲۰۱۷          | اکسین              | لیگ آزادگان        | ۱۶   | ۲   | ۰        | ۰        | _      | _      | ۱۶    | ۲     |
| مجموع اکسین        | مجموع اکسین        | مجموع اکسین        | ۱۶   | ۲   | ۰        | ۰        | _      | _      | ۱۶    | ۲     |
| ۲۰۱۷–۲۰۱۸          | گسترش‌فولاد         | لیگ برتر           | ۱۸   | ۱   | ۳        | ۰        | _      | _      | ۲۱    | ۱     |
| مجموع گسترش فولاد  | مجموع گسترش فولاد  | مجموع گسترش فولاد  | ۱۸   | ۱   | ۳        | ۰        | _      | _      | ۲۱    | ۱     |
| ۲۰۱۸–۲۰۱۹          | ماشین‌سازی          | لیگ برتر           | ۱۰   | ۰   | ۳        | ۱        | _      | _      | ۱۳    | ۱     |
| مجموع ماشین‌سازی    | مجموع ماشین‌سازی    | مجموع ماشین‌سازی    | ۱۰   | ۰   | ۳        | ۱        | _      | _      | ۱۳    | ۱     |
| ۲۰۱۸–۲۰۱۹          | تراکتور            | لیگ برتر           | ۹    | ۰   | ۰        | ۰        | _      | _      | ۹     | ۰     |
| ۲۰۱۹–۲۰۲۰          | تراکتور            | لیگ برتر           | ۲    | ۰   | ۱        | ۰        | _      | _      | ۳     | ۰     |
| مجموع تراکتور      | مجموع تراکتور      | مجموع تراکتور      | ۱۱   | ۰   | ۰        | ۰        | _      | _      | ۱۲    | ۰     |
| ۲۰۱۹–۲۰۲۰          | گل‌گهر              | لیگ برتر           | ۱۱   | ۱   | ۰        | ۰        | _      | _      | ۱۱    | ۲     |
| مجموع گل گهر       | مجموع گل گهر       | مجموع گل گهر       | ۱۱   | ۱   | ۰        | ۰        | _      | _      | ۱۱    | ۲     |
| ۲۰۲۰–۲۰۲۱          | استقلال            | لیگ برتر           | ۱۸   | ۱   | ۱        | ۰        | ۴      | ۰      | ۲۴    | ۱     |
| مجموع استقلال      | مجموع استقلال      | مجموع استقلال      | ۱۸   | ۱   | ۱        | ۰        | ۴      | ۰      | ۲۴    | ۱     |
| مجموع آمار         | مجموع آمار         | مجموع آمار         | ۱۱۶  | ۵   | ۸        | ۱        | ۴      | ۰      | ۱۲۹   | ۸     |

- آمار پاس گل

| فصل       | تیم        | پاس گل |
| --------- | ---------- | ------ |
| ۲۰۱۴–۲۰۱۵ | راه‌آهن     | ۱      |
| ۲۰۱۶–۲۰۱۷ | اکسین      | ۳      |
| ۲۰۱۷–۲۰۱۸ | گسترش‌فولاد | ۲      |
| ۲۰۱۸–۲۰۱۹ | ماشین‌سازی  | ۳      |
| ۲۰۱۸–۲۰۱۹ | تراکتور    | ۱      |
| ۲۰۱۹–۲۰۲۰ | گل‌گهر      | ۲      |
| ۲۰۲۰–۲۰۲۱ | استقلال    | ۱      |
| مجموع     | مجموع      | ۱۳     |